# David Simic
David Simic ist Leiter der Kinder Ballett Kompagnie Berlin, ehemaliger Balletttänzer am Staatsballett Berlin, Ballettpädagoge und Choreograf.

## Leben
David Simic wurde in Belgrad geboren. Seit seiner Kindheit widmet er sich in dritter Generation dem Tanz. Simic genoss seine klassische Ballettausbildung an der Schule des Hamburg Ballett John Neumeier und wechselte 2004 als Balletttänzer zum Staatsballett Berlin. Dort tanzte er unter dem Intendanten Vladimir Malakhov sowie Nacho Duato.
Von seinem Mentor Vladimir Malakhov wurde er mit dem PDPTC, dem Professional Dancer’s Postgraduate Teaching Certificate, ausgezeichnet. Im Jahr 2014 erhielt Simic den Abschluss der Royal Academy of Dance in London als Ballettpädagoge und doziert seitdem an der RAD, der Royal Academy of Dance, in Deutschland, Italien und China. 2016 gründete Simic die Ballettschule am Staatsballett Berlin, die im Jahr 2018 in die Kinder Ballett Kompagnie Berlin umbenannt wurde. Seit 2017 ist Simic als Choreograph für die Studenten-Abschlussvorstellung der RAD Italy Summer School Trentino zuständig, wo er bereits „Dornröschen“ mit großem Erfolg choreographiert hat.

### Repertoire in Berlin
- Manon von Kenneth Macmillan; 4 Gentlemen
- Schwanensee von Patrice Bart
- Giselle von Patrice Bart
- Nussknacker von Patrice Bart
- Ring um der Ring von Maurice Bejart
- Schneewittchen von Angelin Preljocaj; 7 Zwerge
- Sylvia von Frederick Ashton
- Nijinsky von John Neumeier
- Schwanensee von John Neumeier
- Kamiliendame von John Neumeier
- Ballet Imperial von George Balanchine
- Concert von Jerome Robbins
- Le Bayadere von Vladimir Malakhov
- Open Squer von Itzik Galili
- Cinderella von Vladimir Malakhov
- Caravaggio von Mauro Bigonzetti
- Mozart, Schumann von Uwe Scholz

### Choreographien
2010 „Feelings of X+1=3“ (im Rahmen von „Shut up and dance! Reloaded“)

## Ballettschule am Staatsballett
2016 gründete Simic die Ballettschule am Staatsballett. Simic, der schon einige Erfahrungen als Choreograph vorzuweisen hat, erarbeitet mit den Kindern in jeder Saison verschiedene Ballett-Produktionen bzw. Choreographien, die er auf verschiedenen Bühnen der Stadt Berlin und im Umland präsentiert.
Die Ballett Schule arbeitet in Kooperation mit dem Staatsballett Berlin und bietet Kindern von 6 bis 18 Jahren Ballettunterricht in verschiedenen Klassen. Eine Besonderheit dieser Ballettschule ist, dass die Kinder neben einem regelmäßigen Ballettunterricht auch Meisterkurse mit verschiedenen Principals des Staatsballetts Berlins z. B. Iana Salenko erleben können.
In der Spielzeit 2015/2016 erarbeitete David Simic mit seinen Schülern die Choreographie „Coppélia“ sowie in der Spielzeit 2016/2017 „Welcome to the Town“.
Auch brachte er mit den Kindern den „Karneval der Tiere“ von Giorgio Madia auf die Bühne.

## Kinder Ballett Kompagnie Berlin
Im Jahr 2018 änderte Simic auf Grund der Verwechslungsgefahr des Namens seiner Ballettschule mit der Staatlichen Ballett Schule Berlin den Namen in Kinder Ballett Kompagnie Berlin und zeigte im Oktober als Uraufführung die „Cinderella Ballet Suite“ der 13-jährigen britisch-israelischen Komponistin Alma Deutscher im Radial System Berlin. Die „Cinderella Ballet Suite“ basiert auf der Musik der gleichnamigen Oper (2015/16) von Alma Deutscher, deren Interpretation der Geschichte etwas anders ist als gewohnt.
In der Ballettumsetzung wird Cinderella versuchen, das Herz des Prinzen mit ihren umwerfenden Pirouetten zu gewinnen.

### Repertoire
- „Dornröschen“, von David Simic
- „Karneval der Tiere“, von Giorgio Madia
- „Coppélia“, von David Simic
- „Welcome to the Town“, von David Simic
- „Cinderella Ballet Suite“, von David Simic
- „Der Nußknacker“, von David Simic

### Partner und Förderer der Schule
- Staatsballett Berlin
- Urania
- Deutsche Oper Berlin
- FEZ
- André Schmitz